# Boris Christoff
Boris Christoff (tiếng Bulgaria: Борис Кирилов Христов, phiên âm chính thức Boris Kirilov Hristov phạt âm [bɔrˈis ˈkirilɔf ˈxristɔf]; 18 tháng 5 năm 1914 - 28 tháng 6 năm 1993) là một ca sĩ hát opera người Bulgaria. Ông đã được coi là một trong những giọng ca bass lớn nhất của thế kỷ 20.

## Giải thưởng
- Sonning Award (1969; Đan Mạch)